# 威靈頓 (阿拉巴馬州)
威靈頓（英語：Wellington）是一個位於美國阿拉巴馬州卡爾霍恩縣的非建制地區。該地的面積和人口皆未知。

## 地理
威靈頓的座標為33°48′21″N 85°53′34″W / 33.805833°N 85.892778°W，而該地最高點為海拔高度166米（即545英尺）。